# Лос Лунас (Њу Мексико)
Лос Лунас (енгл. Los Lunas) град је у америчкој савезној држави Њу Мексико.

## Демографија
По попису из 2010. године број становника је 14.835, што је 4.801 (47,8%) становника више него 2000. године.
| Група             | 2000.         | 2010.         |
| Белци             | 3.715 (37,0%) | 5.437 (36,6%) |
| Афроамериканци    | 116 (1,2%)    | 293 (2,0%)    |
| Азијати           | 50 (0,5%)     | 121 (0,8%)    |
| Хиспаноамериканци | 5.894 (58,7%) | 8.593 (57,9%) |
| Укупно            | 10.034        | 14.835        |